# Ministerio de Industria y Comercio (Argentina)
El Ministerio Secretaría de Estado de Industria y Comercio de Argentina fue una cartera de la Administración Pública Nacional con competencias en economía, especialmente en lo relativo a la industria y el abastecimiento.

## Historia
Fue creada por la disposición transitoria primera de la Constitución argentina 1949 (aprobada el 11 de marzo de ese año). Posteriormente, el Congreso emitió la ley n.º 13 529, que fijó la creación del «Ministerio Secretaría de Estado de Industria y Comercio».
El 27 de julio de 1954, se modificó la organización y el ministerio se dividió en dos, Industria por un lado y Comercio por el otro.
El 14 de junio de 1956, volvieron a unirse como «Ministerio de Comercio e Industria». Finalmente, el 17 de junio de 1958, tanto Comercio como Industria fueron rebajados a secretarías dependientes del Ministerio de Economía y así la cartera quedó definitivamente disuelta.

## Organismos dependientes
Por decreto n.º 32 293 del 22 de diciembre de 1949 del presidente de la Nación, general Juan D. Perón, la Dirección Nacional de la Energía pasó a depender de la Subsecretaría de Industria del Ministerio de Industria y Comercio.
Por decreto n.º 17 371/1950 del 18 de agosto de 1950, se creó una Empresa del Estado denominada «Empresas Nacionales de Energía» (EDNE). La misma dependía del Ministerio de Industria y Comercio y se componía por Yacimientos Petrolíferos Fiscales, Agua y Energía Eléctrica y Gas del Estado, entre otras.